# Septembre 1862

## Événements
- À Québec, l’Assemblée examine le problème de la fédération sous le triple aspect ferroviaire, commercial et politique.

- 8 septembre, Algérie : inauguration de la section Alger-Blida du chemin de fer d'Alger à Oran et embranchements. Première ligne de chemin de fer en Algérie (Compagnie des chemins de fer algériens)

- 14 septembre :
  - États-Unis : bataille de South Mountain
  - Japon : des samouraïs du fief des Satsuma sabrent des officiels britanniques. Cet assassinat s'ajoute à des multiples incidents entre étrangers et samouraïs xénophobes.

- 17 septembre, États-Unis : la bataille d'Antietam (Maryland) sauve Washington d'une attaque des sudistes de Lee.

- 19 septembre : Otto von Bismarck devient ministre-président du roi de Prusse Guillaume Ier (fin en 1890).
  - Conflit constitutionnel en Prusse : Guillaume Ier veut augmenter les effectifs de l’armée et doit obtenir du Landtag la levée des sommes nécessaires. Le Landtag refuse. Il est dissout par Guillaume Ier en mars, mais les progressistes triomphent aux élections, et la nouvelle chambre repousse à nouveau le budget. La majorité de la Diète espère ainsi obtenir des réformes démocratiques et une politique unitaire active. Guillaume, qui hésite entre l’abdication et le coup d’État, finit par appeler Bismarck au pouvoir, que son ministre von Roon lui présente comme seul capable de faire face à la crise. Bismarck utilise la théorie de la lacune constitutionnelle (aucun texte n’oblige le roi à céder devant les députés) pour faire voter de 1862 à 1865 un budget uniquement approuvé par la chambre des seigneurs, sans provoquer aucune agitation.

- 22 septembre, États-Unis : Lincoln rend publique sa « proclamation préliminaire d’émancipation » : il offre au Sud un délai de quatre mois pour cesser la rébellion, en menaçant d’émanciper les esclaves si les sudistes continuaient à combattre, tout en promettant de ne pas toucher à l’esclavage dans les États qui se rallieraient à l’Union.

- 24 septembre : en Pologne, la conscription ne se fait plus par tirage au sort mais selon des listes que dresse l’administration.

## Décès
- 8 septembre : Ignacio Zaragoza, militaire mexicain, général qui s'illustra dans la guerre contre le corps expéditionnaire français. (° 24 mars 1829).
- 16 septembre : Boniface de Castellane (74 ans), maréchal de France et comte d'Empire.
- 24 septembre : Anton Martin Slomšek évêque et pédagogue slovène (° 1800).